# Elias Howard Sellards
Elias Howard Sellards (* 2. Mai 1875 in Carter, Kentucky; † 4. Februar 1961 in Austin, Texas) war ein US-amerikanischer Paläontologe und Geologe.
Sellards studierte an der University of Kansas in Lawrence (Kansas) mit dem Bachelor-Abschluss 1899 und dem Master-Abschluss 1900 und wurde 1903 in Paläontologie an der Yale University promoviert. Danach lehrte er am Rutgers College und war ab 1904 Professor für Geologie und Zoologie an der University of Florida. 1918 ging er nach Texas als Geologe an das Bureau of Economic Geology. 1925 wurde er dort Associate Director und 1932 Direktor, bei dem er 1945 in den Ruhestand ging. Außerdem war er ab 1926 Professor für Geologie an der University of Texas und von 1938 bis 1957 Direktor des Texas Memorial Museum.
Er erforschte fossile Pflanzen und Insekten aus der Fundstätte von Elmo (Kansas) aus dem Perm und in seiner Zeit in Florida die dortige Geologie und Fossilien und suchte dort nach archäologischen Hinweisen auf die frühe Besiedlung Floridas mit Funden bei Vero Beach. Einiges Aufsehen erregte in diesem Zusammenhang seine im Jahr 1916 erfolgte Entdeckung riesenhafter menschlicher Skelette. Gemeinsam mit Dr. Oliver P. Hay von der Carnegie Institution stieß er bei seinen dortigen Grabungen auf jungpleistozäne Knochen-Relikte von Menschen mit einer anzunehmenden, geradezu ungeheuerlichen Körpergröße von zwischen etwa 10 und 12 Fuß (ca. 3,05 und 3,66 m). Dieser Fund zog umgehend eine wütende wissenschaftliche Kontroverse nach sich, in deren Verlauf Sellards zur Verteidigung seiner Entdeckung u. a. 1917 eine ausführliche Präsentation der Fakten vorlegte.
In Texas studierte er die regionale Geologie, untersuchte Meteorkrater, Flussterrassen, Hinweise auf frühe Besiedlung und Wirbeltierfossilien und im Auftrag der Regierung den historischen Verlauf des Red River aufgrund eines Grenzstreits mit Oklahoma. Eine seiner Hauptaufgaben war die ökonomische Geologie von Texas.
Er war 1938 Präsident der Society of Economic Paleontologists and Mineralogists und 1943 Vizepräsident der Geological Society of America.

## Schriften
- Early Man in America, University of Texas Press 1952.
- The Geology of Texas, 2 Bände, Bulletin Bureau Economic Geology Nr. 3232, Nr. 3401, 1933, 1934